# Лужковский, Евгений Григорьевич
Лужковский Евгений Григорьевич (1887-1944) - русский и советский живописец, график.

## Биография
Родился в 1887 году. Сведений о месте рождения не сохранилось.
Систематического художественного образования не получил. Работал преимущественно в жанре пейзажа. 
Выставки картин художников Петрограда всех направлений (1918-1923 годы), в которых принимал участие Е.Г. Лужковский, проходили в залах Академии художеств. Его городские пейзажи («Барки», «Где впадает р. Смоленка», «Река Ждановка») были выставлены вместе с пейзажами таких именитых художников, как  А. Бенуа, А. Жаба, А. Вахрамеев, Р. Френц и др. . Говоря о них, член Ассоциации искусствоведов С. В. Иванов пишет:
Городской пейзаж стал тем скромным жанром живописи, который раньше прочих сумел разнообразно и художественно отразить перемены, вызванные революцией. Образно выражаясь, революция выдвинула его из арьергарда на авансцену художественной жизни Петрограда – Ленинграда. Это подтвердила выставка картин художников Петрограда всех направлений за 1918-1923 годы, открывшаяся в залах Академии художеств.
Е.Г. Лужковский входил в состав учредителей и в правление «Общества художников-индивидуалистов» (1921-1929) . 
В 1920-1930-е годы участвовал в различных выставках Санкт-Петербурга с картинами «Нарядная осень», «Грибы», «Терраса» и др. . Принимал участие в выставках советского изобразительного искусства .
Преподавал в Первой детской художественной школе в Ленинграде. В числе его учеников (1939–1941) был Леонид Кабачек . 
Путешествовал по России. Делал многочисленные зарисовки во время поездок.
Скончался в 1944 году. Место смерти неизвестно.
Плакат работы Е. Лужковского (литография, 1919 год) опубликован в изданиях, посвященных советскому плакату .
Работы художника хранятся в Государственном Русском Музее, Государственном музее К. А. Федина, а также в многочисленных российских и зарубежных частных собраниях.

## Выставки
• 1923. "Выставка картин петроградских художников всех направлений. 1919-1923".
• 1927. Юбилейная выставка изобразительных искусств.
• 1921(?),1922(?), 1924(?), 1926, 1928, 1929. Выставки картин «Общества художников-индивидуалистов».